# Frank Neumann (Fußballspieler)
Frank Neumann (* 21. August 1956 in Ost-Berlin) ist ein ehemaliger deutscher Fußballspieler, der 1977 für den 1. FC Union Berlin in der DDR-Oberliga, der höchsten Spielklasse im DDR-Fußball, aktiv war.

## Sportliche Laufbahn
Über die Nachwuchsabteilungen des FC Vorwärts Berlin und des BFC Dynamo kam Frank Neumann im Alter von 19 Jahren im Sommer 1975 zum 1. FC Union Berlin. In der vorausgegangenen Saison hatte er bereits im Männerbereich in der drittklassigen Bezirksliga für die 3. Mannschaft des BFC gespielt. Auch bei Union wurde er zunächst in der Bezirksliga eingesetzt, in der Union II vertreten war. Dort wurde Neumann als Mittelfeldakteur schnell zum Stammspieler und zeichnete sich als mehrfacher Torschütze aus. Zur Saison 1976/77 wurde die 2. Mannschaft des 1. FC Union zur Nachwuchsmannschaft und in die Nachwuchsoberliga eingegliedert. Auch dort bestritt Neumann die meisten Punktspiele und stach besonders durch seine Torgefährlichkeit hervor. In dieser Spielzeit kam er auch zu seinen beiden einzigen Einsätzen in der Oberliga. Sowohl am 15. als auch am 16. Spieltag wurde er jeweils im Laufe der 2. Halbzeit als Stürmer eingewechselt. Nachdem der 1977/78 ausschließlich in der Nachwuchsmannschaft eingesetzt worden war, wechselte er zur Spielzeit 1978/79 zur Ost-Berliner Betriebssportgemeinschaft (BSG) Rotation in die zweitklassige DDR-Liga. Dort hatte Neumann mit drei Toren am ersten Punktspieltag einen guten Einstand. Bis zum 9. Spieltag bestritt Neumann alle Punktspiele und kam auf bemerkenswerte neun Tore, mit denen er nach Saisonschluss als Torschützenkönig der Mannschaft feststand. Im November 1978 wurde er für 18 Monate zum Wehrdienst in der Nationalen Volksarmee einberufen. Nach seiner Entlassung kehrte er zur BSG Rotation zurück, wo er noch im April 1980 in den letzten zwei DDR-Liga-Spielen mitwirken konnte. Anschließend stieg Rotation ab und Neumann wechselte innerhalb der DDR-Liga zur Ost-Berliner BSG Kabelwerk Oberspree. Dort konnte er nach zwei Jahren 1980/81 wieder eine Saison voll durchspielen. Von den 22 Punktspielen verpasste er nur eine Partie, mit seinen zehn Treffern wurde er auch bei KWO Torschützenkönig. In der Spielzeit 1981/82 kam Neumann nur in den ersten beiden DDR-Liga-Spielen und dem folgenden Pokalspiel zum Einsatz. Im Dezember 1981 meldete er sich wieder bei der BSG Rotation an. Als erfolgreicher Torschütze verhalf er dem Bezirksligisten zum Wiederaufstieg in die DDR-Liga und zum Gewinn des Berliner Bezirkspokal. Beim 4:1-Sieg im Pokalfinale steuerte er drei Tore bei. In den folgenden zwei DDR-Liga-Spielzeiten gehörte Neumann zu den Aktivposten der BSG Rotation. 1982/83 wurde er in allen 22 Punktspielen eingesetzt und wurde mit acht Treffern erneut Torschützenkönig. In der Saison 1983/84 fehlte er nur bei zwei Ligaspielen und kam auf sechs Tore. Nach dem Ende der Saison meldete sich Neumann bei der BSG Rotation ab und schloss sich der BSG Motor Ludwigsfelde in der Potsdamer Bezirksliga an. Er kehrte danach nicht mehr in den höherklassigen Fußball zurück. Dort hatte er innerhalb von sieben Spielzeiten zwei Oberligaspiele und 77 DDR-Liga-Spiele bestritten. Während er in der Oberliga torlos blieb, erzielte Neumann in der DDR-Liga 33 Tore.